# Kościół Matki Bożej Królowej Polski w Nyabyeya
Kościół Matki Bożej Królowej Polski w Nyabyeya (ang. Our Lady Queen of Poland Catholic Church) – kościół położony w Nyabyeya koło Masindi, którego patronem jest Matka Boża Królowa Polski.

## Historia
Kościół został zbudowany w latach 1943-1945 przez mieszkających tam polskich uchodźców, u podnóża góry nazwanej przez nich Górą Wandy. Na budynku znajduje się napis w czterech językach (polskim, angielskim, łacińskim i suahili): Ten kościół ku uczczeniu Najświętszej Maryi Panny, Królowej Korony Polskiej, wybudowali wygnańcy polscy podczas tułaczki do wolnej Ojczyzny, a nad wejściem godło Polski oraz napis: Poloniae semper Fidelis. We wnętrzu kościoła znajduje się obraz Matki Boskiej Częstochowskiej, a stacje Drogi Krzyżowej mają napisy w języku polskim. Kościół służył mieszkającym tam Polakom aż do zamknięcia obozu w 1948 roku.
Obok kościoła, który służy dziś lokalnej ludności, znajduje się polski cmentarz, na którym pozostało ponad 40 nagrobków, oraz tablica z napisem: Módlmy się za Polaków zmarłych 1939-1947. W 2010 cmentarz został odnowiony przez studentów z Koła Naukowego Historyków Uniwersytetu Pedagogicznego.